# 6800 Saragamine
A 6800 Saragamine (ideiglenes jelöléssel 1994 UC) a Naprendszer kisbolygóövében található aszteroida. Akimasa Nakamura fedezte fel 1994. október 29-én.